# Isoetes karstenii
Isoetes karstenii là một loài dương xỉ trong họ Isoetaceae. Loài này được A. Braun mô tả khoa học đầu tiên năm 1862.